# Wrapped Around Your Finger
Wrapped Around Your Finger è il secondo singolo estratto da Synchronicity, quinto album del gruppo musicale britannico The Police. Il singolo arriva in prima posizione in Irlanda per tre settimane, in settima nel Regno Unito, in ottava nella Billboard Hot 100 ed in nona in Norvegia.
Dopo "Don't Stand So Close to Me" Sting affronta di nuovo il tema del rapporto ambiguo che può instaurarsi tra il/la mentore e l'allievo/a.
Nel 2009, la cantante italiana Paola Iezzi, famosa per aver composto il duo musicale Paola & Chiara, ha pubblicato una versione soul del brano nel suo Ep da solista Alone.

## Tracce

### 7" UK
1. Wrapped Around Your Finger - 5:14
2. Someone To Talk To - 3:08

- Pubblicato anche su Picture disc, uno per ogni membro del gruppo.

### 12" UK
1. Wrapped Around Your Finger - 5:14
2. Someone To Talk To - 3:08
3. Message In A Bottle (Live) - 4:52
4. I Burn For You - 4:50

### 12" U.S.A.
1. Wrapped Around Your Finger - 5:14
2. Wrapped Around Your Finger (Live) - 5:21
3. Murder By Numbers - 4:37
4. Someone To Talk To - 3:08

## Formazione
- Sting - voce principale e cori, basso fretless
- Andy Summers - chitarra, cori, effetti
- Stewart Copeland - batteria

## Classifiche
| Classifica (1983/84)          | Posizione massima |
| ----------------------------- | ----------------- |
| Australia                     | 26                |
| Belgio (Fiandre)              | 15                |
| Canada                        | 10                |
| Francia                       | 52                |
| Germania                      | 32                |
| Irlanda                       | 1                 |
| Italia                        | 25                |
| Norvegia                      | 9                 |
| Nuova Zelanda                 | 22                |
| Paesi Bassi                   | 24                |
| Regno Unito                   | 7                 |
| Spagna                        | 5                 |
| Stati Uniti                   | 8                 |
| Stati Uniti (mainstream rock) | 9                 |